# Nelson Abbey
Nelson Ighodaro Abbey (Reading, 28 agosto 2003) è un calciatore inglese, difensore del Rio Ave in prestito dall'Olympiacos.

## Carriera

### Club
È cresciuto nel settore giovanile del Reading ed ha debuttato in prima squadra il 15 settembre 2020 nell'incontro di Coppa di Lega perso 1-0 contro il Luton Town. Il 15 dicembre seguente ha firmato il suo primo contratto professionistico.
Divenuto titolare nella stagione 2023-2024, il 24 gennaio è stato ceduto a titolo definitivo all'Olympiacos. Il 23 agosto seguente è passato in prestito allo Swansea City, ma dopo aver collezionato una sola presenza nella prima metà di stagione è stato richiamato e mandato con la stessa formula al Rio Ave, club della prima divisione portoghese.

### Nazionale
Ha giocato nelle nazionali giovanili inglesi Under-17 ed Under-20.

## Statistiche

### Presenze e reti nei club
Statistiche aggiornate al 20 febbraio 2025.
| Stagione        | Squadra         | Campionato      | Campionato | Campionato | Coppe nazionali | Coppe nazionali | Coppe nazionali | Coppe continentali | Coppe continentali | Coppe continentali | Altre coppe | Altre coppe | Altre coppe | Totale | Totale | Totale |
| Stagione        | Squadra         | Comp            | Pres       | Reti       | Comp            | Pres            | Reti            | Comp               | Pres               | Reti               | Comp        | Pres        | Reti        | Pres   | Reti   |        |
| --------------- | --------------- | --------------- | ---------- | ---------- | --------------- | --------------- | --------------- | ------------------ | ------------------ | ------------------ | ----------- | ----------- | ----------- | ------ | ------ | ------ |
| 2020-2021       | Reading         | FLC             | 0          | 0          | FACup+CdL       | 0+1             | 0               | -                  | -                  | -                  | -           | -           | -           | 1      | 0      |        |
| 2021-2022       | Reading         | FLC             | 0          | 0          | FACup+CdL       | 0+1             | 0               | -                  | -                  | -                  | -           | -           | -           | 1      | 0      |        |
| 2022-2023       | Reading         | FLC             | 3          | 0          | FACup+CdL       | 0               | 0               | -                  | -                  | -                  | -           | -           | -           | 3      | 0      |        |
| 2023-gen. 2024  | Reading         | FL1             | 22         | 0          | FACup+CdL       | 1+1             | 0               | -                  | -                  | -                  | FLT         | 2           | 0           | 26     | 0      |        |
| Totale Reading  | Totale Reading  | Totale Reading  | 25         | 0          |                 | 4               | 0               |                    | 0                  | 0                  |             | 2           | 0           | 31     | 0      |        |
| gen.-giu. 2024  | Olympiacos      | SL              | 4          | 0          | CG              | 0               | 0               | UECL               | 0                  | 0                  | -           | -           | -           | 4      | 0      |        |
| 2024-gen. 2025  | Swansea City    | FLC             | 0          | 0          | FACup+CdL       | 0+1             | 0               | -                  | -                  | -                  | -           | -           | -           | 1      | 0      |        |
| gen.-giu. 2025  | Rio Ave         | PL              | 4          | 0          | CP+CdL          | 1+0             | 0               | -                  | -                  | -                  | -           | -           | -           | 5      | 0      |        |
| Totale carriera | Totale carriera | Totale carriera | 33         | 0          |                 | 6               | 0               |                    | 0                  | 0                  |             | 2           | 0           | 41     | 0      |        |

## Palmarès

### Club

#### Competizioni internazionali
- UEFA Conference League: 1

Olympiakos: 2023-2024